# Fourme de Rochefort-Montagne
Fourme de Rochefort-Montagne est une appellation d'origine désignant un fromage français de lait cru de vache, fabriqué dans le secteur Rochefort-Montagne  ancien chef-lieu de canton du Puy-de-Dôme.

Cette appellation n'est pas protégée.

## Présentation
La fourme de Rochefort-Montagne est de forme cylindrique pour une masse de ~7 kg, un talon de ~10 cm et un diamètre ~29 cm.

## Méthode d'obtention
La méthode d'obtention de cette fourme fermière est libre et non formalisée. Usuellement, le lait cru et entier est emprésuré après la traite avec ou sans remise à température, puis la tome est fraisée, salée, mise dans des formes et pressée pour égouttage durant 24 heures. L'affinage dure entre 45 et 60 jours.

## Volumes de production
La production est relativement modeste, environ 120 tonnes par an produites par 4 éleveurs fermiers.